# Stauberenkanzel
Die Stauberenkanzel (auch Staubernkanzel, Stauberkanzel oder Stauberenchanzlen) ist ein 1860 m hoher Gipfel der Appenzeller Alpen in der  Schweiz.

## Lage
Die Bergspitze liegt oberhalb der Gemeinde Sennwald, auf der Grenze zwischen den Kantonen St. Gallen und Appenzell Innerrhoden. Von hier bietet sich ein Blick hinab ins Rheintal und zum Bodensee, hinüber nach Liechtenstein und auf unzählige Alpengipfel.

## Name
Im Dialekt heißt der Platz [ʃtɔubərə], und die erste schriftliche Erwähnung von 1716 schreibt Stauberen. Moderne Karten und Wegweiser schreiben teils Staubern, teils Stauberen. Die Umsetzung als Staubern wäre eigentlich besser (mit demselben Verhältnis wie bei schweizerdeutsch "wandere" = schriftdeutsch "wandern").

## Wanderungen
Die Stauberenkanzel befindet sich im Wandergebiet des Alpsteins und ist auf verschiedenen Wegen vom Hohen Kasten (1¾ h), der Saxerlücke (1¼ h) oder Brülisau (3 h) aus zu erreichen.
Einige dieser Wege sind Teil des Geologischen Wanderwegs Hoher Kasten. An verschiedenen Tafeln erhält der Wanderer Informationen zur Geologie des Gebietes um den Hohen Kasten: So wird zum Beispiel die Entstehung des Sax-Schwendi-Bruchs ebenso erklärt wie die Entwicklung des südlichsten Alpstein-Gewölbes.
Unterhalb des Gipfels, auf 1751 m, liegt das Berggasthaus Staubern. Seit 1979, bzw. seit 2001 für Personenbeförderung, ist es von Frümsen, einem Ortsteil Sennwalds, mit der Staubernbahn zu erreichen.

## Bilder

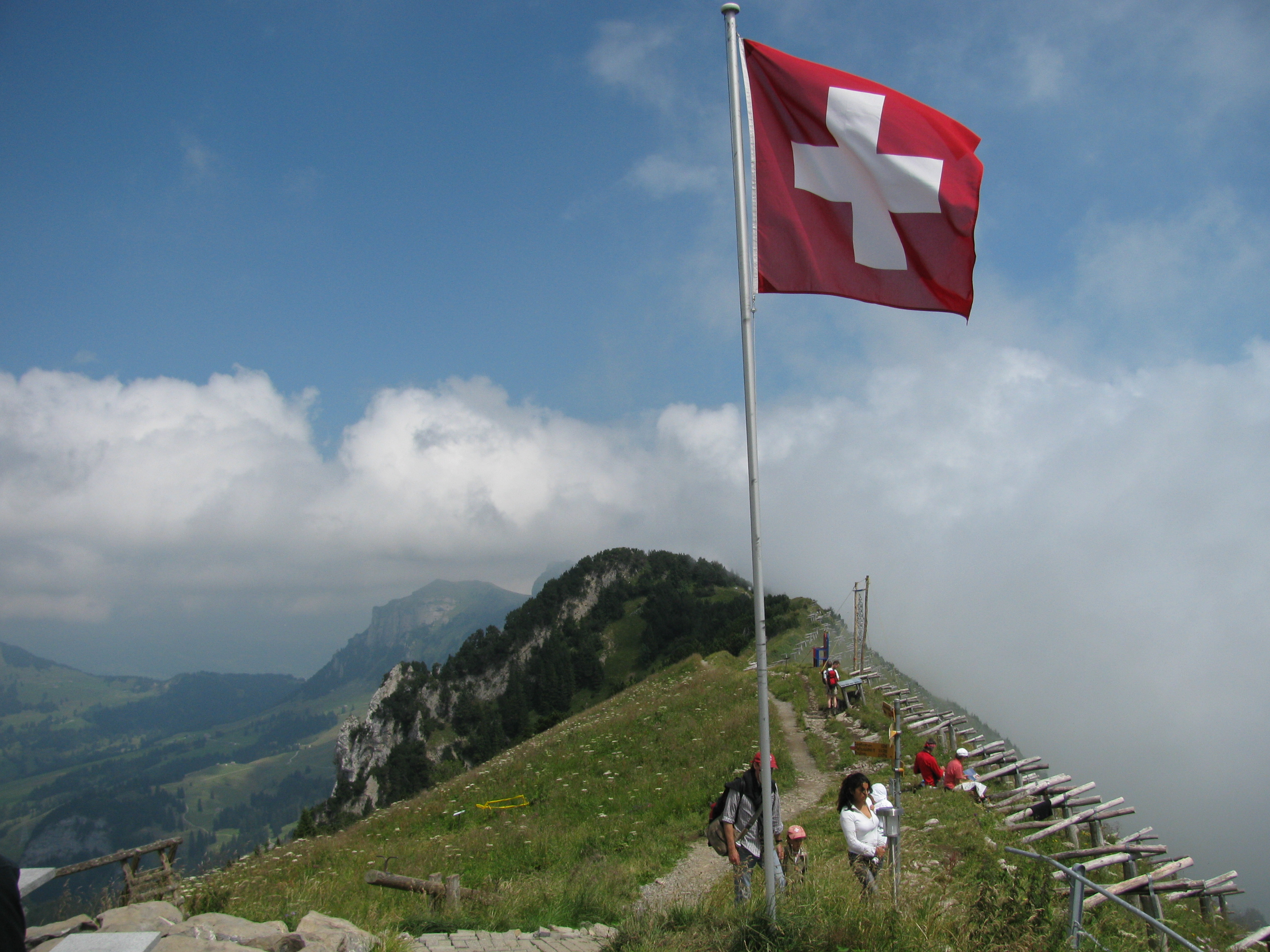
Blick zum Hohen Kasten
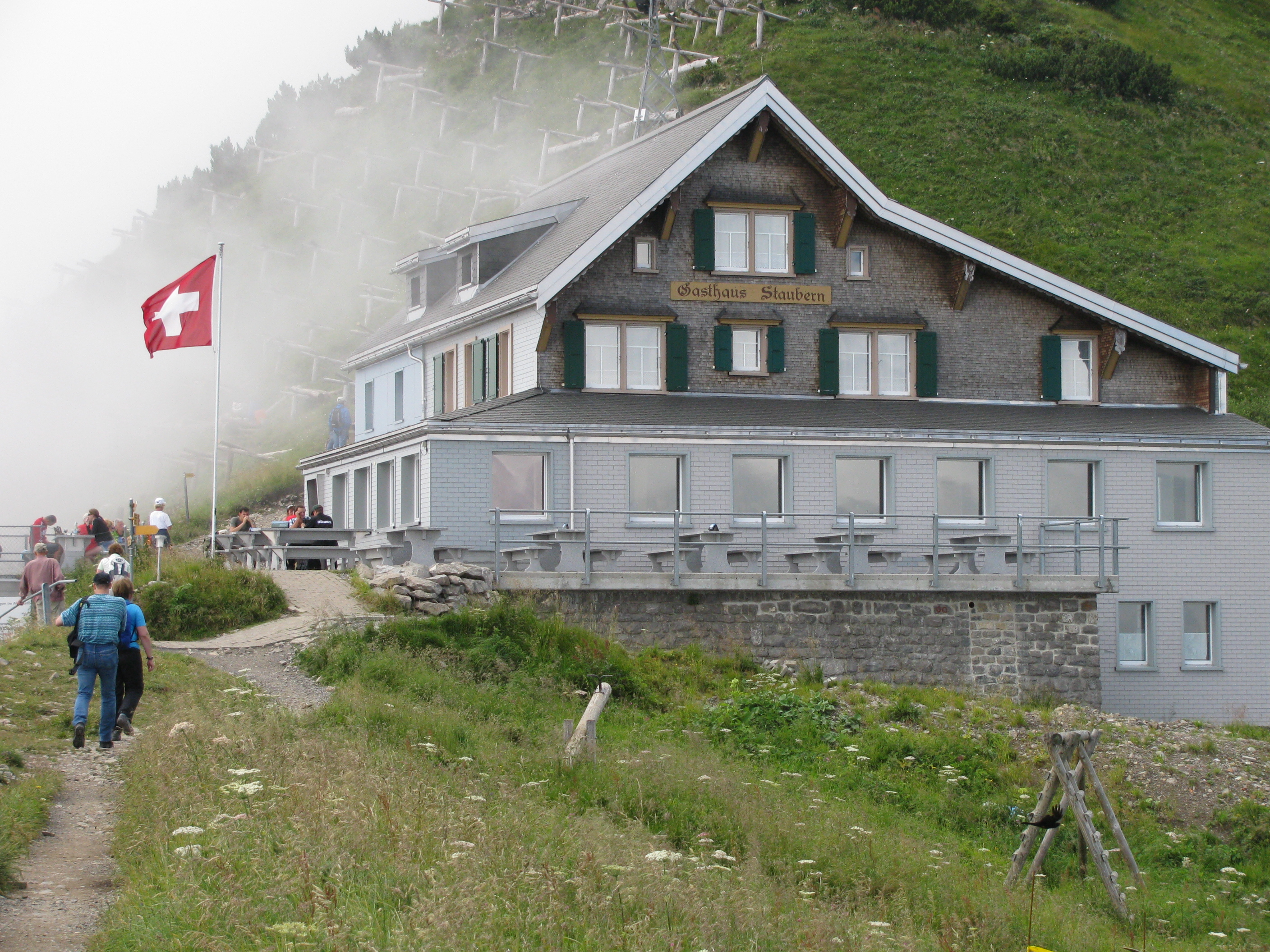
Gasthaus Staubern